# Eugène Aubin
Pour les articles homonymes, voir Aubin.
Léon-Eugène-Aubin Coullard-Descos, dit Eugène Aubin, est un diplomate français né le 11 avril 1863 en France, à Rouen, et mort le 26 août 1931 dans les Ardennes belges, à La Roche-en-Ardenne.

## Publications
- Les Anglais aux Indes et en Égypte, Armand Colin, 1899, prix Auguste-Furtado de l’Académie française en 1900
- Le Maroc d'aujourd'hui, Armand Colin, 1904
- De Téhéran à Ispahan, 1907
- Le Chiisme et la Nationalité persane, 1908
- La Perse d'aujourd'hui (Iran, Mésopotamie), Armand Colin, 1908
- En Haïti : Planteurs d'autrefois, nègres d'aujourd'hui, Armand Colin, 1910